# Conclave del 1513
Il conclave del 1513 fu indetto a seguito della morte di papa Giulio II, avvenuta il 21 febbraio. Il cardinale Giovanni de' Medici fu eletto successore il 9 marzo. Il nuovo papa assunse il nome di Leone X.
Al conclave parteciparono venticinque dei trentuno cardinali aventi diritto.

## Situazione generale e svolgimento
Gli ultimi mesi del pontificato di Giulio II furono piuttosto convulsi, con una guerra ancora in corso con la Francia e il Concilio Lateranense nel pieno dei lavori. A partire dai primi giorni di febbraio il papa iniziò a peggiorare, contraendo una violenta febbre che in breve lo portò in fin di vita. Il giorno 16 la seduta del Concilio venne presieduta in sua vece dal cardinale Riario Sansoni e produsse la lettura e la promulgazione definitiva della bolla Cum Tam Divino, già emanata dal papa nel 1505. Intanto le cancellerie di tutta Europa erano in fermento per l'imminente dipartita del pontefice. Il giorno 19, una lettera da Firenze all'ambasciatore veneziano stilava una lista di possibili candidati, tra cui Raffaele Sansoni Riario, Niccolò Fieschi e l'ungherese Tamás Bakócz.
Quello stesso giorno, il papa dettò le ultime disposizioni, concernenti il tesoro papale e ribadendo il divieto per i cardinali deposti di partecipare al conclave. Nella tarda notte tra il 20 e il 21 febbraio, ricevuti i conforti religiosi, Giulio II spirava per l'aggravarsi irreversibile della febbre. Aveva sessantanove anni. Dopo l'esposizione della salma nel palazzo apostolico, si provvide alla tumulazione nella cappella di Sisto IV all'interno della Basilica Vaticana il giorno 24. Nel frattempo i cardinali iniziarono ad affluire a Roma. Il 2 marzo erano presenti 23 cardinali sui 31 totali. 
Il conclave si aprì il 4 marzo nel palazzo apostolico, con la messa pro eligendo romano pontifice e le consuete discussioni sulle capitolazioni da imporre al futuro papa. Il primo scrutinio si ebbe soltanto il giorno 9. Il de' Medici, che non aveva grandi rivali, riuscì a ottenere l'elezione grazie a un accordo con Riario Sansoni, oltre che per lo spirito conciliante che lasciava ben presagire dopo il burrascoso papato di Giulio II. Ciò avvenne nella sera del 10. Aveva appena trentasette anni ed essendo un semplice diacono, ultima volta nella storia delle elezioni, venne dapprima ordinato sacerdote il giorno 15 e quindi consacrato vescovo il 17 di quel mese di marzo.

## Collegio cardinalizio all'epoca del conclave

### Presenti in conclave
| Nome                                    | Paese                        | Titolo                                                                                                | Ruolo | Nascita    | Concistoro | Creato da           |
| --------------------------------------- | ---------------------------- | --- | --- | ---------- | ---------- | ------------------- |
| Raffaele Sansoni Riario della Rovere    | Repubblica di Genova         | Cardinale vescovo di Ostia e Velletri; Cardinale presbitero in commendam di San Lorenzo in Damaso     | Decano del Collegio cardinalizio; Camerlengo di Santa Romana Chiesa; Amministratore apostolico di Cuenca e di Savona                                                           | 03/05/1461 | 10/12/1477 | papa Sisto IV       |
| Domenico Grimani                        | Repubblica di Venezia        | Cardinale vescovo di Porto e Santa Rufina; Cardinale presbitero in commendam di San Marco             | Patriarca di Aquileia; Sottodecano del Collegio cardinalizio | 19/02/1461 | 20/09/1493 | papa Alessandro VI  |
| Jaime Serra i Cau                       | Corona d'Aragona             | Cardinale vescovo di Albano                                                                           | Amministratore apostolico di Linköping, Elne e di Burgos | 1427       | 28/09/1500 | papa Alessandro VI  |
| Francesco Soderini                      | Repubblica di Firenze        | Cardinale vescovo di Sabina                                                                           | Amministratore apostolico di Saintes | 10/06/1453 | 31/05/1503 | papa Alessandro VI  |
| Marco Vigerio della Rovere, O.F.M.Conv. | Repubblica di Genova         | Cardinale vescovo di Palestrina; Cardinale presbitero in commendam di Santa Maria in Trastevere       | Arcivescovo metropolita di Trani | 04/1446    | 01/12/1505 | papa Giulio II      |
| Tamás Bakócz                            | Regno d'Ungheria             | Cardinale presbitero dei Santi Silvestro e Martino ai Monti                                           | Arcivescovo metropolita di Esztergom; Patriarca titolare di Costantinopoli; Cardinale protopresbitero                                                                          | 1442       | 28/09/1500 | papa Alessandro VI  |
| Francisco de Remolins                   | Corona d'Aragona             | Cardinale presbitero di San Marcello; Cardinale presbitero in commendam dei Santi Giovanni e Paolo    | Arcivescovo-vescovo di Fermo; Amministratore apostolico di Palermo | 1462       | 31/05/1503 | papa Alessandro VI  |
| Niccolò Fieschi                         | Repubblica di Genova         | Cardinale presbitero di Santa Prisca                                                                  | Amministratore apostolico di Agde; Amministratore apostolico di Embrun | 1456       | 31/05/1503 | papa Alessandro VI  |
| Adriano Castellesi                      | Stato Pontificio             | Cardinale presbitero di San Crisogono                                                                 | Amministratore apostolico di Bath e Wells | 1461       | 31/05/1503 | papa Alessandro VI  |
| Robert Guibé                            | Regno di Francia             | Cardinale presbitero di Sant'Anastasia                                                                | Legato apostolico di Avignone; Amministratore apostolico di Albi e di Vannes; Arciprete della Basilica Liberiana di Santa Maria Maggiore; Camerlengo del Collegio cardinalizio | 1462       | 01/12/1505 | papa Giulio II      |
| Leonardo Grosso della Rovere            | Repubblica di Genova         | Cardinale presbitero di Santa Susanna                                                                 | Vescovo di Agen; Penitenziere Maggiore | 1464       | 01/12/1505 | papa Giulio II      |
| Carlo Domenico Del Carretto             | Marchesato di Finale         | Cardinale presbitero di San Nicola fra le Immagini                                                    | Arcivescovo metropolita di Tours | 1454       | 01/12/1505 | papa Giulio II      |
| Sisto Gara della Rovere                 | Repubblica di Genova         | Cardinale presbitero di San Pietro in Vincoli                                                         | Amministratore apostolico di Lucca e di Benevento; Vice-Cancelliere di Santa Romana Chiesa; Vescovo di Padova                                                                  | 1473       | 11/09/1507 | papa Giulio II      |
| Christopher Bainbridge                  | Regno d'Inghilterra          | Cardinale presbitero di Santa Prassede                                                                | Arcivescovo metropolita di York | 1464       | 10/03/1511 | papa Giulio II      |
| Antonio Maria Ciocchi del Monte         | Repubblica di Firenze        | Cardinale presbitero di San Vitale                                                                    | Protettore del Santuario della Santa Casa di Loreto; Amministratore apostolico di Pavia                                                                                        | 09/1461    | 10/03/1511 | papa Giulio II      |
| Pietro Accolti                          | Repubblica di Firenze        | Cardinale presbitero di Sant'Eusebio                                                                  | Vescovo di Ancona e Numana; Amministratore apostolico di Maillezais e di Cadice ed Algeciras                                                                                   | 15/03/1455 | 10/03/1511 | papa Giulio II      |
| Achille Grassi                          | Stato Pontificio             | Cardinale presbitero di San Sisto                                                                     | Vescovo di Città di Castello; Vescovo di Bologna | 16/02/1456 | 10/03/1511 | papa Giulio II      |
| Matthäus Schiner                        | Principato vescovile di Sion | Cardinale presbitero di Santa Pudenziana                                                              | Vescovo di Sion; Amministratore apostolico di Novara | 1465       | 10/03/1511 | papa Giulio II      |
| Bandinello Sauli                        | Repubblica di Genova         | Cardinale presbitero di Santa Sabina                                                                  | Vescovo di Oppido Mamertina e Gerace | 1494       | 10/03/1511 | papa Giulio II      |
| Alfonso Petrucci                        | Repubblica di Siena          | Cardinale presbitero di San Teodoro                                                                   | Vescovo di Sovana; Amministratore apostolico di Massa e Populonia | 1491       | 10/03/1511 | papa Giulio II      |
| Giovanni de' Medici                     | Repubblica di Firenze        | Cardinale diacono di Santa Maria in Domnica                                                           | Cardinale protodiacono; Amministratore apostolico di Amalfi | 11/12/1475 | 09/03/1489 | papa Innocenzo VIII |
| Alessandro Farnese                      | Stato Pontificio             | Cardinale diacono di Sant'Eustachio; Cardinale diacono in commendam dei Santi Cosma e Damiano         | Vescovo di Montefiascone e Corneto; Arciprete della Basilica di San Giovanni in Laterano; Vescovo di Parma                                                                     | 29/02/1468 | 20/09/1493 | papa Alessandro VI  |
| Luigi d'Aragona                         | Regno di Napoli              | Cardinale diacono di Santa Maria in Cosmedin; Cardinale diacono in commendam di Santa Maria in Aquiro | Amministratore apostolico di Aversa; Amministratore apostolico di Teggiano e di León                                                                                           | 06/10/1474 | 05/1494    | papa Alessandro VI  |
| Marco Corner                            | Repubblica di Venezia        | Cardinale diacono di Santa Maria in Portico Octaviae                                                  | Amministratore apostolico di Verona | 1482       | 28/09/1500 | papa Alessandro VI  |
| Sigismondo Gonzaga                      | Marchesato di Mantova        | Cardinale diacono di Santa Maria Nuova                                                                | Legato apostolico della Marca Anconitana; Amministratore apostolico di Mantova; Legato apostolico della Bologna e della Romagna                                                | 1469       | 01/12/1505 | papa Giulio II      |

### Assenti in conclave
| Nome                                            | Paese                           | Titolo                                               | Ruolo | Nascita    | Concistoro | Creato da          |
| ----------------------------------------------- | ------------------------------- | ---------------------------------------------------- | --- | ---------- | ---------- | ------------------ |
| Philippe de Luxembourg                          | Regno di Francia                | Cardinale vescovo di Frascati                        | Vescovo di Le Mans; Vescovo di Thérouanne | 1445       | 21/01/1495 | papa Alessandro VI |
| François Guillaume de Castelnau-Clermont-Ludève | Regno di Francia                | Cardinale presbitero di Santo Stefano al Monte Celio | Amministratore apostolico di Saint-Pons-de-Thomières; Arcivescovo metropolita di Auch                                                                        | 1480       | 29/11/1503 | papa Giulio II     |
| Francisco Jiménez de Cisneros                   | Regno di Castiglia e León       | Cardinale presbitero di Santa Balbina                | Arcivescovo metropolita di Toledo; Inquisitore generale di Spagna                                                                                            | 1480       | 05/1507    | papa Giulio II     |
| Ippolito d'Este                                 | Ducato di Ferrara               | Cardinale diacono di Santa Lucia in Silice           | Amministratore apostolico di Milano e di Eger; Arciprete della Basilica di San Pietro in Vaticano; Amministratore apostolico di Capua di Ferrara e di Modena | 20/03/1479 | 20/09/1493 | papa Alessandro VI |
| Amanieu d'Albret                                | Regno di Francia                | Cardinale diacono di San Nicola in Carcere           | Amministratore apostolico di Comminges, di Bazase di Lescar                                                                                                  | 1478       | 20/03/1500 | papa Alessandro VI |
| Matthäus Lang von Wellenburg                    | Principato vescovile di Augusta | Cardinale diacono di Sant'Angelo in Pescheria        | Principe-vescovo di Gurk; Vescovo di Cartagena | 1468       | 10/03/1511 | papa Giulio II     |

## Cardinali non elettori
| Nome                         | Paese            | Titolo                               | Ruolo | Nascita    | Concistoro | Creato da           |
| ---------------------------- | ---------------- | ------------------------------------ | --- | ---------- | ---------- | ------------------- |
| Bernardino López de Carvajal | Corona d'Aragona | Cardinale vescovo di Sabina          | Vescovo di Sigüenza; Patriarca titolare di Gerusalemme; Amministratore apostolico di Rossano                    | 08/09/1456 | 20/09/1493 | papa Alessandro VI  |
| Guillaume Briçonnet          | Regno di Francia | Cardinale vescovo di Palestrina      | Amministratore apostolico di Nîmes; Amministratore apostolico di Saint-Malo; Arcivescovo metropolita di Narbona | 1445       | 16/01/1495 | papa Alessandro VI  |
| René de Prie                 | Regno di Francia | Cardinale presbitero di Santa Sabina | Vescovo di Bayeux                                                                                               | 1451       | 18/12/1506 | papa Giulio II      |
| Federico Sanseverino         | Regno di Napoli  | Cardinale diacono di San Teodoro     | Amministratore apostolico di Vienne                                                                             | 1462       | 09/03/1489 | papa Innocenzo VIII |